# 李鍾民
李 鍾民（イ・ジョンミン、이종민、1987年5月21日 - ）は、韓国出身のサッカー選手。ポジションはMF及びDF。実兄は俳優のイ・ジョンファン。

## 来歴
韓国の高校を卒業して2006年にJリーグ・モンテディオ山形に入団したが、1年で退団することが発表された。
その後、Kリーグの蔚山現代や大邱FCの練習に参加するも何処も契約とはいたらず、無所属の状態が続いていたが、2009年8月、同じく京畿道出身のFW崔根植と共にJリーグの栃木SCに入団。だがJリーグへの出場はなく、契約満了となり半年でクラブを去った。
再び半年間を無所属で過ごした後、2010年7月にJリーグ・アビスパ福岡への入団が決まった。福岡では主にサイドバックとして構想され、登録ポジションはDFとなった。また、入団時に名前の漢字表記が「李 鐘民」であったが、後日「李 鍾民」に訂正された。
2011年7月より、松本山雅FCに完全移籍した。2012年6月29日、両者合意のもと契約を解除した。
松本退団後は、兵役のために軍に入隊している。

## 所属クラブ
- 2000年 - 2002年  東北中学校
- 2003年 - 2005年  白岩高等学校
- 2006年  モンテディオ山形
- 2009年8月 - 同年12月  栃木SC
- 2010年7月 - 2011年7月  アビスパ福岡
- 2011年7月 - 2012年6月  松本山雅FC

## 個人成績
| 国内大会個人成績 | 国内大会個人成績 | 国内大会個人成績 | 国内大会個人成績 | 国内大会個人成績 | 国内大会個人成績 | 国内大会個人成績 | 国内大会個人成績 | 国内大会個人成績 | 国内大会個人成績 | 国内大会個人成績 | 国内大会個人成績 |
| 年度             | クラブ           | 背番号           | リーグ           | リーグ戦         | リーグ戦         | リーグ杯         | リーグ杯         | オープン杯       | オープン杯       | 期間通算         | 期間通算         |
| 年度             | クラブ           | 背番号           | リーグ           | 出場             | 得点             | 出場             | 得点             | 出場             | 得点             | 出場             | 得点             |
| 日本             | 日本             | 日本             | 日本             | リーグ戦         | リーグ戦         | リーグ杯         | リーグ杯         | 天皇杯           | 天皇杯           | 期間通算         | 期間通算         |
| ---------------- | ---------------- | ---------------- | ---------------- | ---------------- | ---------------- | ---------------- | ---------------- | ---------------- | ---------------- | ---------------- | ---------------- |
| 2006             | 山形             | 25               | J2               | 0                | 0                | -                | -                | 0                | 0                | 0                | 0                |
| 2009             | 栃木             | 33               | J2               | 0                | 0                | -                | -                | 0                | 0                | 0                | 0                |
| 2010             | 福岡             | 27               | J2               | 2                | 0                | -                | -                | 1                | 0                | 3                | 0                |
| 2011             | 福岡             | 15               | J1               | 0                | 0                | 0                | 0                | -                | -                | 0                | 0                |
| 2011             | 松本             | 24               | JFL              | 5                | 0                | -                | -                | 2                | 0                | 7                | 0                |
| 2012             | 松本             | 24               | J2               | 0                | 0                | -                | -                | -                | -                | 0                | 0                |
| 通算             | 日本             | 日本             | J1               | 0                | 0                | 0                | 0                | -                | -                | 0                | 0                |
| 通算             | 日本             | 日本             | J2               | 2                | 0                | -                | -                | 1                | 0                | 3                | 0                |
| 通算             | 日本             | 日本             | JFL              | 5                | 0                | -                | -                | 2                | 0                | 7                | 0                |
| 総通算           | 総通算           | 総通算           | 総通算           | 7                | 0                | -                | -                | 3                | 0                | 10               | 0                |

- Jリーグ初出場（公式戦初出場） - 2010年10月24日 J2 第31節対ギラヴァンツ北九州戦 (レベルファイブスタジアム)
  - 先発出場、88分柳楽智和と途中交代

## 代表歴
- U-12韓国代表
- U-13韓国代表
- U-14韓国代表
- U-15韓国代表
- U-16韓国代表
- U-17韓国代表